# 유타 주전자

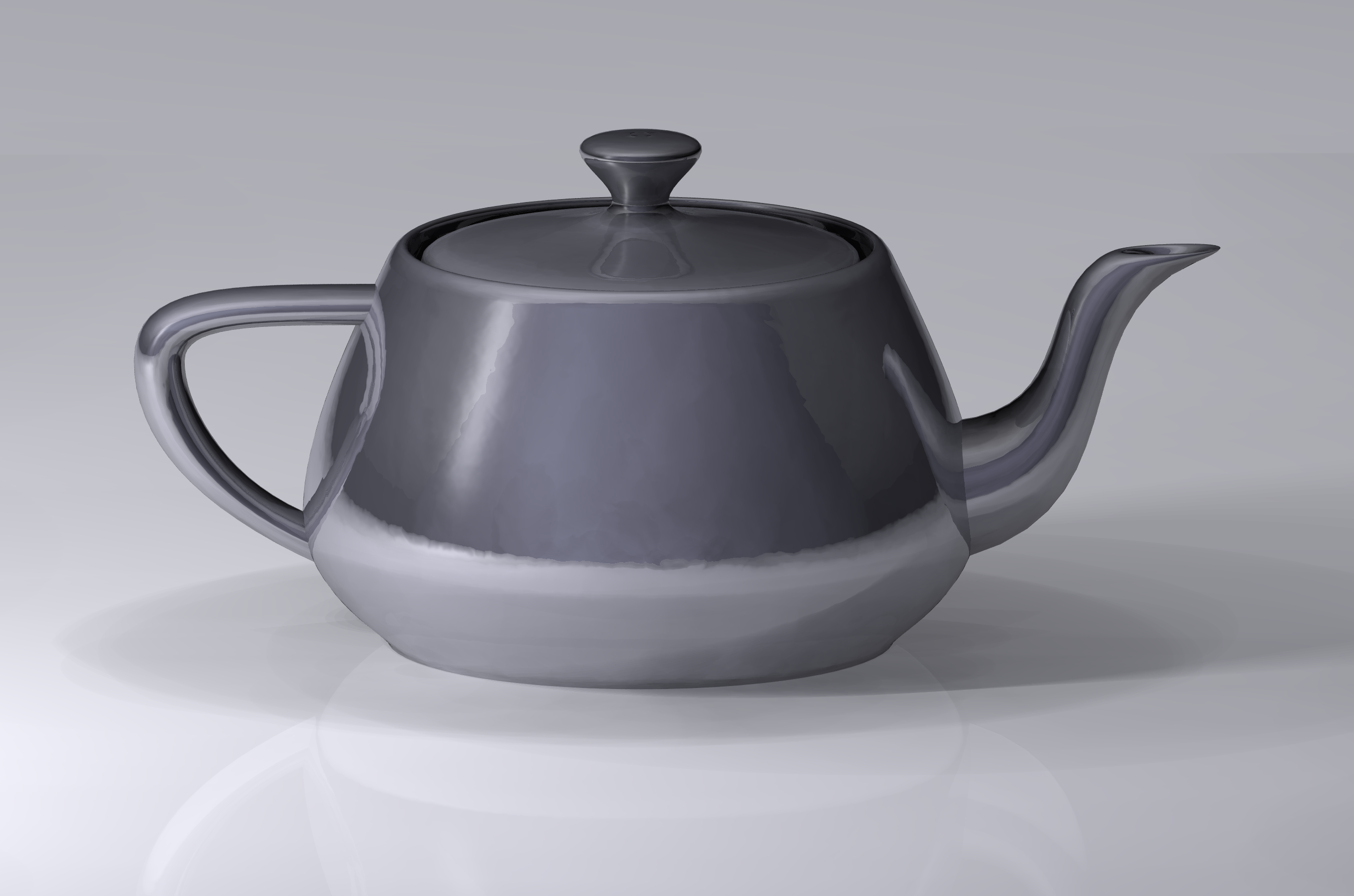
유타 주전자 모델의 현대 렌더링.

유타 주전자(Utah teapot) 또는 뉴웰 주전자(Newell teapot)는 컴퓨터 그래픽스 커뮤니티에서 표준 참조 물체가 되는 3차원 컴퓨터 모델이다.
이 주전자 모델은 1975년에 유타 대학교의 선구적인 그래픽스 프로그램의 구성원이자 초기 컴퓨터 그래픽스 연구원이었던 마틴 뉴웰이 만들었다.

## 역사
뉴웰은 작품을 위해 친숙한 물체의 표본이 되는 단순한 수학적 모델이 필요했다. 그의 아내 산드라 뉴웰은 마침 차를 마시려고 자리에 앉았기 때문에 찻그릇을 모델링할 것을 제안했다. 그는 모눈종이와 연필을 가져다가 눈으로 보면서 찻그릇을 스케치하였다.
당시 데이터셋을 보면 주전자와 티스푼, 잔받침 위의 찻잔이 포함되어 있고 찻잔이나 주전자는 바닥이 없이 아래가 뚫려 있지만 현재 사용되는 물체는 주로 주전자뿐이며 보통 바닥이 있다.
뉴웰이 렌더링한 그림에는 밀크 저그도 보이나 밀크 저그는 현재 데이터셋으로 전해지지 않고 있다.
현재 전해지는 유타 주전자의 모습과 실물 주전자를 비교하면 실물에 비해 위아래로 납작한 모습을 볼 수 있다. 당시 썼던 프레임버퍼의 픽셀이 정사각형 모양이 아니었기 때문에 해당 프레임버퍼에서 봤을 때만 정상으로 보이게 일부러 모습을 납작하게 만들었다는 설이 있으나, SIGGRAPH 2018에 참석한 짐 블린에 따르면 이는 사실이 아니다. 프레임버퍼 픽셀이 정사각형 모양이 아니었던 것은 맞지만 이를 감안해서 일그러지지 않게 매우 조심했다고 한다. 마틴 뉴웰의 대학원생이었던 짐 블린이 주전자를 특정 비율로 늘이고 줄이는 시범을 보이던 중, 3/4 정도로 납작한 모습이 더 마음에 들어서 그렇게 변형시킨 모습이 저장되어 전해지고 있을 뿐이며, 현재 전해지는 좌표값에 역수인 4/3을 곱하면 원래의 수치가 깔끔하게 산출될 것이라고 밝혔다.

## 실물
유타 주전자의 원형이 되는 실물은 1974년에 솔트레이크시티의 한 백화점에서 구입한 흰색 멜리타 1.4 리터 찻주전자였다.
1954년부터 생산된 이 찻주전자는 제조사가 멜리타로부터 독립하고 다른 곳에 인수합병된 이후에도 계속 생산되었다. 2017년에 주전자의 CAD 데이터가 있는지 이메일 문의를 받은 다음에야 회사에서는 이 주전자의 명성에 대해 알게 되었으며, 제품명을 가정용 찻주전자(Haushaltsteekanne)에서 유타 찻주전자(Utah Teapot)로 아예 바꾸게 되었다. 다양한 크기로 판매되었고 색상도 흰색 외 다른 파스텔 색으로 확대되었으나 2023년에 공장 화재로 인해 생산이 중단되었다.

## 사진
- 유타 주전자
- 환경 매핑을 시연하고 있는 주전자

## 같이 보기
- 3차원 모델링
- 스탠퍼드 토끼
- 레나 (이미지)